# Șiriu, Constanța
Șiriu (în trecut Sublocotenent Măndoiu, Şirin ) este un sat în comuna Crucea din județul Constanța, Dobrogea, România. La recensământul din 2002, satul avea o populație de 246 locuitori.